# اگر فردا بیاید
اگر فردا بیاید (به انگلیسی:If Tomorrow Comes) نام رمانی است که توسط سیدنی شلدون نوشته شده‌است.

## خلاصه
این کتاب در مورد زنی است که در بانک کار می‌کند و همه چیز در زندگیش خوب است تا اینکه مادرش به خاطر یک کلاهبردار خودکشی می‌کند. او تصمیم می‌گیرد پیش آن شخص برود و از او اعتراف بگیرد (با تفنگ) اما خودش هم به دام می‌افتد و به وسیلهٔ یک وکیل و قاضی فاسد به جرم تابلویی که ندزدیده به ۱۵ سال زندان محکوم می‌شود در زندان مشکلات بسیاری برایش پیش می‌آید و تصمیم به انتقام می‌گیرد و ...